# Paradoxopsyllus custodis
Paradoxopsyllus custodis är en loppart som beskrevs av Jordan 1932. Paradoxopsyllus custodis ingår i släktet Paradoxopsyllus och familjen smågnagarloppor. Inga underarter finns listade i Catalogue of Life.